# Hoplophorella manipurensis
Hoplophorella manipurensis är en kvalsterart som beskrevs av Misra, Bhaduri och Dinendra Raychaudhuri 1982. Hoplophorella manipurensis ingår i släktet Hoplophorella och familjen Phthiracaridae. Inga underarter finns listade i Catalogue of Life.